# 1226 Golia
1226 Golia este un asteroid din centura principală, descoperit pe 22 aprilie 1930 de Hendrik van Gent.